# Olympus Corporation
Olympus Corporation er en japansk elektronikproducent kendt for at producere kameraer og med spidskompetence inden for optik, elektronik og finmekanik. Virksomheden blev grundlagt i oktober 1919 og havde i juni 2011 ca. 35.000 ansatte. Hovedkvarteret ligger i Shinjuku i Tokyo.
Olympus består af fire divisioner: Consumer Product Division, Medical System Division, Industrial System Division og Life-Science.

## Consumer Product Division
CPD producerer digitale kameraer, kikkerter, diktafoner og lommehukommelser. Kameraerne er digitale kompaktkameraer, digitale systemkameraer og digitale spejlløse systemkameraer baseret på teknikken Micro FourThirds .
Først i 2000-tallet producerede Olympus også en serie musikspillere, Olympus m:robe-serien .